# Luigi Galleani
Luigi Galleani (1861 - 4 de novembro de 1931) foi um ativista libertário italiano, teórico do anarquismo e da ação direta violenta insurrecionaria atuando na Itália na segunda metade do século XIX e nos Estados Unidos nas primeiras décadas do século XX. 

## Biografia
Nascido em Vercelli no ano de 1861 em uma família de classe média, Galleani converteu-se em um anarquista ainda em sua adolescência, no período em que estudava na Universidade de Turin. Abandonou os estudos e focou suas atividades na propaganda anarquista. Forçado a escapar para a França devido a perseguições políticas, logo seria também expulso deste país por participar das manifestações de Primeiro de Maio.
O círculo de ativistas que se organizavam ao seu redor e compartilhavam de suas ideias eram conhecidos galleanistas e foram responsáveis por uma série de ações diretas de sabotagem e atentados a bomba contra os poderes estatais e econômicos nos Estados Unidos. Foi deportado para a Itália durante o regime fascista de Benito Mussolini.
Ficou conhecido também por sua capacidade de oratória em eventos públicos de trabalhadores e desenvolveu um amplo esforço propagandístico e teórico junto a estes setores sociais. Editou o periódico "Crônica Subversiva" (Cronaca Sovversiva) durante quinze anos até ser impedido de circular pelo território estadunidense. Foi o autor de diversos ensaios no qual defendia suas posições políticas entre eles destaca-se a coleção "Face a Face com o Inimigo" (Faccia a Facciao col Nemico) de 1914.

## Publicações selecionadas
- (1914) Contro la guerra, contro la pace, per la rivoluzione sociale; English translation: Against War, Against Peace, For The Social Revolution (1983, Centrolibri Books)
- (1925) La fine dell'Anarchismo?; English translation: The End of Anarchism? (1982, Cienfuegos Press)
- (1927) Il principio dell'organizzazione alla luce dell'anarchismo; English Translation: The Principal of Organization to the Light of Anarchism (2006, Pirate Press)